# Jansenisme

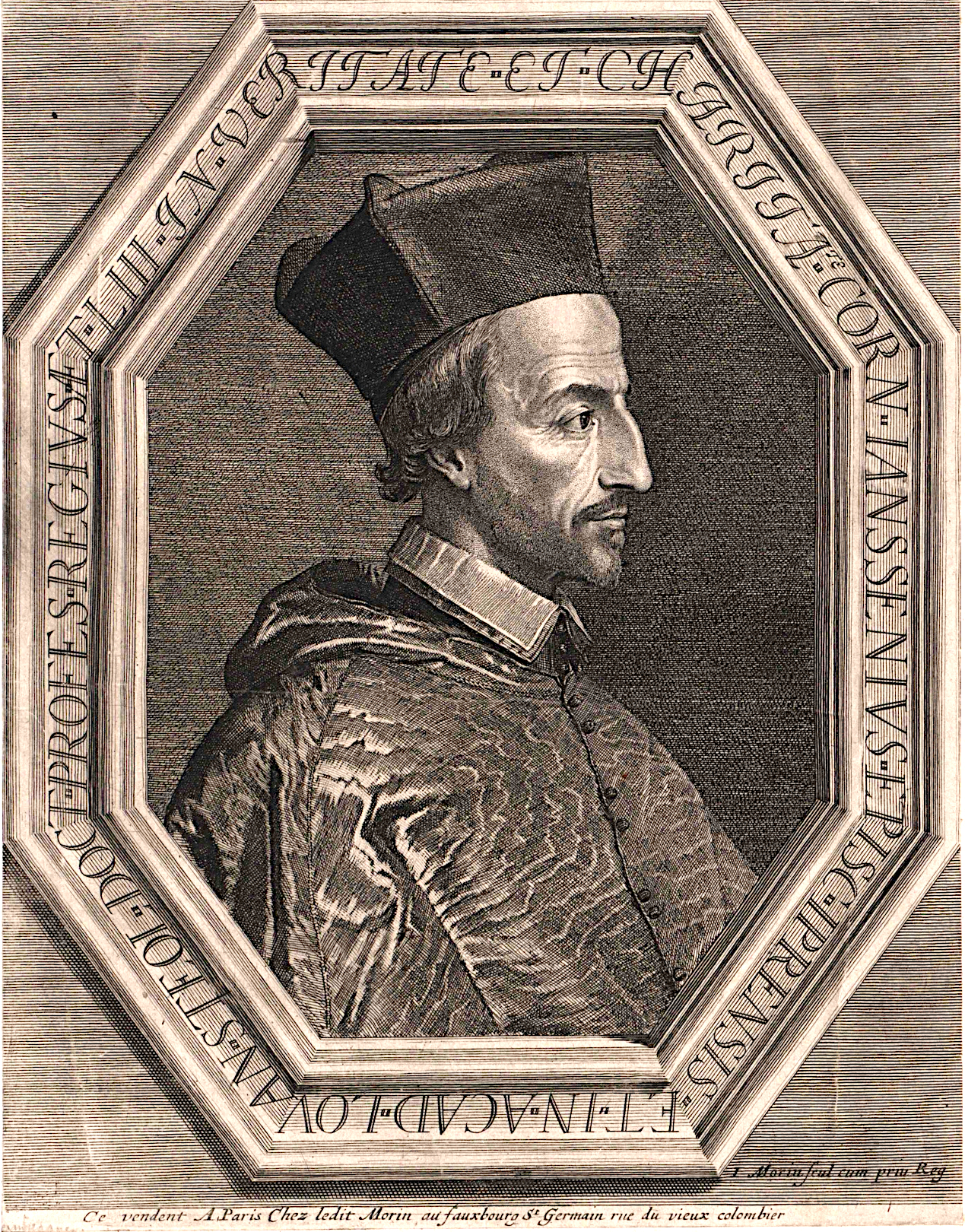
Cornelius Jansen (1585 - 1638), del nom del qual prové el mot jansenisme

El jansenisme va ser la doctrina predicada per Cornelius Jansen (1585 - 1638) i els seus deixebles que propugnava un rigorisme moral radical i pretenia limitar la llibertat humana a partir del principi que la gràcia s'atorga a alguns éssers des del seu naixement i a d'altres se'ls nega. Esdevingué un moviment religiós promogut pels seus partidaris al llarg dels segles xvii - xviii als Països Baixos, França, Alemanya i Itàlia.

## Augustinius
Augustinius és el llibre on s'exposen les doctrines de Cornelius Jansen. L'error fonamental del llibre és que fa cas omís de l'orde sobrenatural. Per a Jansen, la visió de Déu és el fi necessari de l'home; del que es desprèn que totes les gràcies primeres que la teologia anomena sobrenaturals, fins i tot l'exempció de la concupiscència, són simplement drets de l'home.
Aquesta primera asserció porta intrínseques importants conseqüències respecte del pecat original, la gràcia i la justificació. Com a conseqüència del pecat dels nostres pares, la naturalesa humana, desposseïda dels elements essencials per la seva integritat, es troba radicalment corrompuda i depravada. Dominada llavors per la concupiscència (que cada home constitueix pròpiament del pecat original), la voluntat és impotent per a resistir, i ve a esser purament passiva, sense poder escapar de l'atracció que sobre ella exerceix el mal, si no és que es trobi ajudada per un moviment de gràcia superior a la força de la concupiscència. L'ànima humana, no obeint des de llavors a cap altra impuls que el plaer, es troba a mercè del delit, ja sigui terrenal, ja celestial; en el segon cas, aquest delit procedent del cel o de la gràcia, la condueix a la virtut; en el primer, venint aquest delit de la naturalesa o concupiscència, porta l'ànima al pecat, i, en ambdós casos, d'una manera inevitable i irresistible. Aquests dos delits els compara Jansen als dos braços d'una balança, dels quals un no pot elevar-se si l'altre no baixa o viceversa. D'aquesta manera, l'home irresistiblement, però voluntàriament, obra el bé o el mal, segons es trobi dominat per la gràcia o per la concupiscència, no podent resistir ni a l'una ni a l'altra. En aquest sistema, és evident que no hi cap la gràcia purament suficient.
Amb objecte de presentar la seva doctrina patrocinada per Sant Agustí, Jansen basa el seu principal argument en les dues concepcions agustinianes, a saber: en la distinció entre l'auxilium sine quo non, concedit a Abraham i l'auxilium quo, actiu en els seus descendents, i en la teoria de la «delectació victoriosa» de la gràcia. Amb poques paraules n'hi ha prou per a posar en evidència aquest doble error: en primer lloc, l'auxilium sine quo non, en concepte de Sant Agustí, no és una gràcia purament suficient, sinó una gràcia que dona una força completa in actu primo (o sigui, la capacitat per obrar) de tal forma que, sent ella concedida, ja no es necessita més per l'acció. per contra, l'auxilium, que és un auxili sobrenatural que empeny immediatament a l'actus secundus (o sigui, l'execució de l'acció) i en aquesta gràcia, en quant es distingeix de la gràcia d'Adam, ha d'incloure tota la sèrie de gràcies eficaces amb ajuda de les que l'home llaura la seva salvació, o el do de la perseverança actual, do que porta l'home infal·liblement i invenciblement a la benaventurança, no perquè suprimeix la llibertat, sinó perquè el seu verdader concepte implica el consentiment de l'home. (Forget, Jansenius, lloc, cita en la bibliografia).
El llibre Agustinus, sobre el que es fonamenta la doctrina que després s'anomenà jansenista, es propagà ràpidament després de la mort de Jansen pel Holanda i França, apareixent després de poc temps, a París, una nova edició amb l'aprovació dels doctors de la Sorbona; mentre, per altra banda, un decret del Sant Ofici de l'1 d'agost de 1641 la condemnava i prohibia la seva lectura, i l'any següent Urbà VII renovava la condemnació amb la seva butlla In eminenti. La mesura presa pel Papa en benefici de la pau, en condemnar alguns d'altres llibres que impugnaven l'Augustinus, no fou suficient per conjurar aquella tempesta de controvèrsies que ja amagava i que dividí els catòlics.
A Bèlgica, on l'arquebisbe de Malines i la Universitat afavorien més aviat les noves idees, la controvèrsia durà deu anys; però on va tenir la seva major extensió fou a França, on a París el jansenista Saint-Cyran (Jean Duvergier) posà a contribució totes les relacions de què gaudia per a propagar a la vegada les doctrines de l'Agustinus i els principis de la moral exagerada i del rigorisme que hauria de portar a totes les aberracions de Port-Royal. Pel que respecta a la Sorbona, encara que acceptà la butlla In eminenti, alguns dels seus doctors continuaren recomanant les obres de Jansen, pel qual el síndic d'aquell centre, Cornet, desglossà cinc proposicions i les va sotmetre al judici de la Facultat, i aquesta va remetre l'assumpte a l'Assemblea general del clergat el 1650. La majoria va tenir per més encertat que Roma es pronunciés, i 85 dels bisbes escriviren en aquest sentit a Innocenci X, enviant-li conjuntament les cinc proposicions desglossades. Altres onze bisbes elevaren al sobirà Pontífex la seva protesta contra la idea de fer un assaig de les noves doctrines fora de França, i demanaven què, com a màxim, s'instituís un tribunal especial per a dictaminar sobre l'assumpte, tal com s'havia fet amb la controvèrsia De auxiliis, i s'obrís un debat en el qual els teòlegs d'ambdues bandes poguessin adduir els seus arguments.
El Papa accedí a la petició de la majoria, encara que, tenint en compte, en el possible, els desitjos de la minoria: s'anomenà una comissió composta de 5 cardenals i 13 consultors, els treballs d'investigació de la qual duraren dos anys, havent presidit el Papa l'última de les sessions.

## Condemna de l'Agustinus

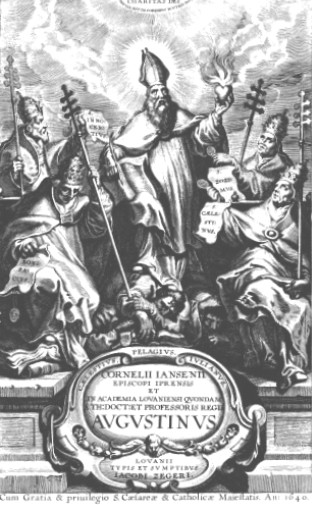
Frontispici de l'Augustinus edició (1690)

La causa jansenista tenia decidits fautors en el si de la Comissió, els quals, malgrat la seva habilitat, no pogueren evitar la solemne condemnació de l'Agustinus per mitjà de la butlla Cum ocassione (31 de maig de 1653), en la qual es condemnaven com herètiques les cinc proposicions, que deien:
1. Hi ha manaments de Déu que són impossibles per l'home que vol guardar-los, i en això s'obliga segons les forces que té actualment; també li manca la gràcia que el faria possible el complir-los.
2. En l'estat de la caiguda naturalesa, no es resisteix mai a la gràcia interior.
3. En l'estat de la caiguda naturalesa, per merèixer o desmerèixer, no fa falta en l'home restar mancat de necessitat, sinó que n'hi ha prou amb estar mancat de coacció.
4. Els semi-pelagians admetien la necessitat d'una gràcia interior previnent per a cadascun dels actes, fins i tot pel principi de la fe; i caigueren en l'heretgia en pretendre demostrar que la gràcia és tal, que la voluntat humana pot, o resistir, o sotmetre's a aquesta.
5. Dir que Crist morí o vessà la seva sang per a tots els homes sense excepció, és semi-pelagianisme.

Aquestes proposicions foren censurades per Innocenci X en la seva butlla de 1653, declarant que la primera era temerària, impia, blasfema, condemnada amb anatema i herètica; que la segona era herètica, i com a tal la condemnava; que la tercera era així mateix herètica i també se la condemnava com a tal; que la quarta se la condemnava com a falsa, temerària i escandalosa i que entesa en el sentit que Crist hagués mort només per la salvació dels predestinats, era impia, blasfema, contumeliosa, atemptatòria contra la pietat divina i herètica.

## Roma havia parlat
Roma havia parlat, i la doctrina janseàtica condensada en les cinc proposicions condemnades formalment pel Vicari de Crist havia rebut un cop mortal. El fet, en si ja decisiu, revestí major importància al promulgar-ne la butlla Cum occasione amb la sanció regia. Els jansenistes reconegueren el fals de la seva situació i per sortir airosos d'aquesta, Angèlica Arnauld acudí a una subtilesa: les proposicions condemnades i què, pel mateix, s'havien de refusar, o no estaven en l’Augustinus o, d'ésser contingudes en aquest, tenien un altre sentit que el que se'ls hi donava en el document pontifici; ja que la doctrina de Jansen s'identificava amb la de Sant Agustí, i aquesta ni podia ni volia censurar-la l'Església. Tan subtil defugi no podia convèncer només que als obstinats o als ignorants, pel qual el Març de 1564 aquesta arbitrària interpretació fou refusada per 38 bisbes, els quals comunicaren la seva decisió al Summe Pontífex. Per la seva part els jansenistes recalcitrants seguiren pel camí de les evasives. Amb ocasió d'haver-ne negat l'absolució al duc de Liancourt, mentre no acceptes l'absolució de l'Agustinus, l'Arnauld introduí la famosa distinció entre el dret i el fet, que en el successiu hauria d'ésser la base de la resistència dels jansenistes a la decisió de l'Església. Els dictàmens de l'Església (deia en substància Arnauld) ni són tots d'igual valor, ni imposen les mateixes obligacions: quan es tracta de la veritat o falsedat d'una doctrina, del seu origen revelat o de la seva heterodòxia, l'Església, en virtut de la seva divina missió, és la cridada a dictaminar, ja que és una qüestió de dret; però si existeix dubte respecte a l'existència de la tal doctrina en un determinat llibre, en aquest cas es tracta purament d'un fet humà i què, per ser tal, no cau dintre de la jurisdicció de l'autoritat sobrenatural, docent, que Jesucrist instituí en la seva Església.

## Invent d'Arnauld
El recurs inventat per Arnauld no aconseguí convèncer a molts dels partidaris de les noves doctrines, els quals refusaren adoptar-lo i al final subscriviren la condemnació de les cinc proposicions; però un bon nombre de tossuts tragueren partit per enganyar a d'altres o enganyar-se a si mateix. Entre els més actius defensors de les doctrines jansenistes s'hi comptava, a més de Saint-Cyran, el cèlebre Blaise Pascal (1623 - 1662), què, amb les seves Provinciales” assolí aixecar una atmosfera d'animadversió contra els jesuïtes, que eren, naturalment, els més decidits defensors de l'autoritat pontifícia. El moviment, tanmateix, trobà un gran obstacle en l'actitud de la Sorbona, que per 138 vots contra 68 condemnà els últims escrits d'Arnauld i en revelar-se aquest, l'expulsà del seu si, junt amb d'altres 60 doctors. Per la seva banda, el bisbat francès sortí en defensa de l'ortodòxia, condemnant, en una Assemblea de 1656, com herètica la doctrina del dret i el fet, i comunicà la seva decisió al papa Alexandre VII, que acabava de pujar a soli pontifici com a successor d'Innocenci X. El nou Pontífex, el 16 d'octubre contestà a la comunicació dels bisbes, amb la butlla Ad sanctam Beati Petri sedem, encomiant la perspicaç fermesa de l'episcopat i confirmant la condemna fulminada del seu antecessor, amb les paraules següents:
Recolzant-se en les paraules del Summe Pontífex, l'Assemblea del clero, reunida l'any següent 1657 redactà una fórmula de fe, obligant a tots els fidels a subscriure'ls-la, al qual si negaren els jansenistes, especialment els de Port-Royal, als que l'arquebisbe de París, després de reiterades amonestacions sense resultat, privà de l'ús dels sagraments. Els dissidents trobaren un valuós suport en quatre bisbes, Enric Arnauld d'Angers, Buzenval de Beauvais, Caulet de Pàmies i Pavillon d'Alet, els quals publicaren pastorals conservant la distinció entre el dret i el fet i ensenyant que les constitucions quant al dret o dogma mereixien l'assenta-me'n dels catòlics, però que respecte del fet, calia guardar un silenci respectuós. El rei (Lluís XIV) i el Papa, davant l'actitud de rebel·lia d'aquests prelats, menaren processar-los. El Papa, per la seva banda, publicà, el 15 de febrer de 1664, la nova Constitució Regiminis apostolici, en el que enviava amb amenaces de la censura eclesiàstica, per desobediència, que tots els eclesiàstics i religiosos, homes i dones, signessin el següent formulari:

## Negació a signar

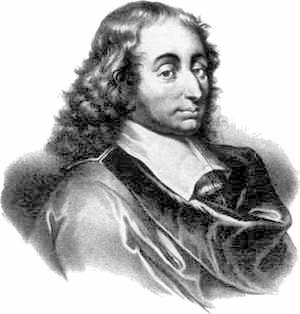
Blaise Pascal aferrissat defensor del jansenisme

Hom hauria cregut que la intervenció directa del Summe Pontifex, recolzada com era pel monarca, havia de vèncer l'obstinació dels partidaris de les doctrines heterodoxes, i, tanmateix, no fou així; molts d'ells, com Antoine Arnauld i la major part dels solitaris de Port-Royal, desafiant a ambdues autoritats, es negaren a signar el formulari; d'altres signaren, però protestant que només es referien a la qüestió de dret, reservant-se sobre la del fet. Entre els segons i figuraven els bisbes abans mentats, els quals en les pastorals, en les que comunicaven als seus feligresos la butlla Regiminis apostolici, no dubtaven de mantenir la distinció entre el dret i el fet; el qual obligà al Papa a condemnar aquelles pastorals amb data 18 de gener de 1667 i amb l'objecte de salvaguardar la unitat de la fe, va sotmetre a tals prelats a procés eclesiàstic, nomenà com a jutges a nou bisbes.

## Mort d'Alexandre VII
El 22 de maig d'aquell any morí Alexandre VII. El seu successor Climent IX, continuà el procés, confirmant els poders als nou jutges. Malgrat això, el rei, que fins llavors havia secundat eficaçment la Santa Seu, semblà haver-l'en desdit de la seva primera actitud, i, en efecte, així havia succeït, en virtut de certes exigències en la formació del tribunal eclesiàstic, a les que el Papa no havia volgut cedir. La situació, amb aquest motiu, prengué un biaix difícil que aconsellà una transacció, amb el fi d'evitar mals pitjors. Altres 19 bisbes intercediren pels quatre refractaris, aconseguint que aquest escrivissin al Papa, sotmetent-lo a la fórmula d'Alexandre VII, pel qual Climent IX menà suspendre el procés l'any 1669, fet que s'anomenà pau Clementina, malgrat que no fou de llarga durada, dient els jansenistes que la Santa Seu aprovava el silenci respectuós i la distinció entre el dret i el fet.

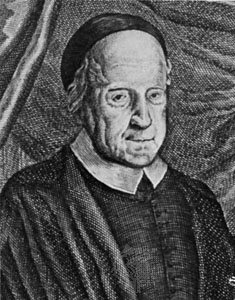
Retrat anònim de Quesnel fervent defensor del catolicisme

## Període d'abstenció
A aquest succeí un període d'abstenció en la qüestió jansenista i en la que l'església tingué d'atendre assumptes més importants, com la re cruesa del gal·licanisme, la propagació d'El quietisme i altres que ocuparen l'activitat dels pontífexs Innocenci XI, Alexandre VIII, Innocenci XII i Benet XIV. Però com que el jansenisme no havia estat derrotat i restava un fort caliu que procuraven avivar especialment els solitaris de Port-Royal, en pujar al soli pontifici Climent XI, volgué tallar de soca-rel els sofismes que propalaven els defensors de l'”Augustinus”, i publicà el 1705 la Constitució Vineam Domini, confirmació i corroboració de tots els anatemes llençats pels seus antecessors contra les doctrines de Jansen; però abans de la publicació d'aquest document, el 1702, sorgí el famós cas de consciència, que vingué a ressuscitar i enconar les primitives controvèrsies. Era un cas imaginat pels jansenistes i que fou proposat per un sacerdot als doctors de la Sorbona; se suposava el cas d'un eclesiàstic que condemnava les cinc proposicions de l'Augustinus sense cap restricció, en tots els sentits en que l'Església les havia anatemitzat i què, malgrat això, se li havia negat l'absolució pel confessor, perquè respecte de la qüestió de fet creia que no havia prou amb un silenci respectuós. Se li demanà aparèixer a la Sorbona vers de la recusació d'absolució d'aquell penitent, i l'endemà aquell organisme publicà un dictamen signat per 40 doctors, en el que es deia que en un cas semblant no s'havia de negar l'absolució. Aquest dictamen, com és natural, donà alè als jansenistes, mentre que l'element ortodox va veure en aquest una tendència contrària a la doctrina de l'Església, i molts prelats, creient-se en el deure de prevenir contra aquesta doctrina els seus feligresos, publicaren pastorals condemnant el dictamen de la Sorbona.
El cas de consciència també fou condemnat per Climent XI (1703), pel cardenal de Noailles, arquebisbe de París, i, finalment, per les Facultats de teologia de Lovaina, Douai i París. Quan més candents eren les disputes sobre el cas de consciència, aparegué en escena un llibre, de l'autor Pasquier Quesnel, que per les seves opinions jansenistes havia estat expulsat de la Congregació de l'Oratori i ensems era cap del partit jansenista, càrrec en el qual havia substituït a Antonio Arnauld el 1696. El llibre del que es tracta s'havia editat en part a l'estampa ja el 1671, amb el títol d'”Abregé de la morale de l'Evangile, ou pensées chrétiennes sur le texte des quatre evangelistes”. L'havia aprovat el bisbe de Chalons, Vialar, i deut al seu estil, a la vegada atractiu i vessant unció mística, havia assolit un èxit enorme; però més tard, el 1693, l'autor volgué donar al llibre un ulterior desenvolupament, comprenent tot tot el Nou Testament, i, en efecte, en el citat any es feu una edició en quatre grans volums, titulada Nouveau testament en français avec des réflexions morales sur chaque verset i que fou molt recomanada pel successor del bisbe Noailles. El que és cert, que el llibre de Quesnel reproduí les teories de la eficacia irresistible de la gràcia i la limitació de la voluntat de Déu respecte a la salvació de l'home. Climent XI condemnà l'obra de Quesnel i publicà (1723) la cèlebre butlla Unigenitus, que feu que els jansenistes esmolaren de nou l'enginy per a noves argúcies per a desvirtuar les raons del Papa. El rei reuní a París a 48 bisbes i va sotmetre la butlla a la seva acceptació, havent-la signat tots, menys vuit, amb el que el cardenal Noailles al cap, els quals justificaven la seva negativa, dient que moltes de les proposicions condemnades podien entendres en bon sentit. A aquests si uniren altres vuit prelats, que foren desterrats. Després aquests bisbes apel·laren a un Concili ecumènic i per això se'ls anomenà “apel·lants”. Una vegada mort Lluís XIV el 1715, els jansenistes redoblaren els seus esforços, no cessant de cercar apel·lacions de la butlla Unigenitus, i guanyant per la seva causa al duc d'Orleans, regent del regne, el qual aixecà el desterrament als bisbes condemnats i els reposà en les seves seus. Climent XI llavors condemnà l'apel·lació en la seva breu Pastoralis officii, condemnant també de bell nou als que refusessin la butlla Unigenitus.

## Mort de Climent XI

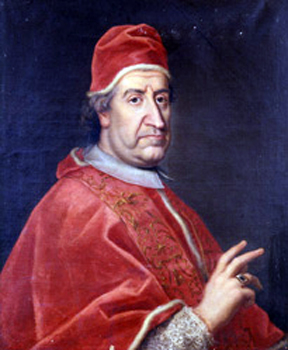
Retrat del Papa Climent XI, que tant important paper va fer en el jansenisme

Mort Climent XI, els jansenistes acudiren a Innocenci XIII, però de nou foren condemnats per aquest Pontífex en una enèrgica carta que escriví al regent i a Lluís XV. El seu successor Benet XIII reuní un concili del Laterà (1725), en el que es menà de nou rebre la butlla Unigenitus coma regla de fe, decretant-ne a més, que els bisbes castiguessin a tothom que parlés o escrivís contra ella. Un dels jansenistes més obstinats que protestaren contra la butlla Unigenitus fou Francisco París. Era un home auster, que presumia de penitent, i els jansenistes el consideraren com el més genuí representant i el màrtir de la causa. En morir (1727), en l'acte mateix de rebre el Viàtic, renovà la seva protesta contra la butlla. Els seus partidaris el tingueren per sant, havent la brama, després de la seva mort, rumors de prodigis i guariments miraculoses ocorregudes en la seva tomba de Saint Médard, motiu pel qual molta gent acudia a ella a demanar favors. El fanatisme dels seus devots arribà a tal extrem, que la policia tingué d'intervenir, tancar el cementiri i prohibir-hi les reunions dintre seu, doncs s'havia convertit en un centre de guariments supersticioses, on els malalts experimentaven estranyes agitacions i commocions nervioses, reals o simulades; patien atacs violents, durant els quals esclafien en invectives contra el Papa i els bisbes. A aquests se'ls hi donà el nom de convulsionaris. Entre ells, els que patien majors excitacions eren les dones, que prenien postures i actituds sorprenents i indecents. Per justificar tan grans extravagàncies, es recorregué a la teoria del figurisme; com que, segons els jansenistes, l'acceptació general de la butlla Unigenitus era l'apostasia profetitzada en l'Apocalipsi, les ridícules escenes representades pels convulsionaris, els seus col·legues, simbolitzaven l'estat de trastorn precursor del cataclisme final, en què, segons ells, s'hi trobava l'Església. El 1729 es fundà el diari Nouvelles Ecclésiastiques, en les quals columnes es defensava i propagaven aquestes idees. En tancar-se el cementiri de Sant Medard, l'anomenada Oeuvre des convulsions no s'abandonà ni de bon tros, doncs aquest fenòmens reaparegueren en les cases particulars, però llavors quasi exclusivament en noies joves, les quals, segons es deia, posseïen la virtut de guarir. El que causava major sorpresa era que els seus cossos, sotmesos durant la crisi a tota classe d'experiments dolorosos, semblaven insensibles i invulnerables. D'una convulsionària, per àlies la Salamandra, se'n sap que va romandre més de nou minuts en un braser encès, embolicada amb un llençol que també resultà intacte en mig de les flames. Les proves d'aquest gènere tenien, en el llenguatge de la secta, el nom de secours, i els secouristes o partidaris dels secours distingien entre petits secours i grandes secours, suposant que únicament els segons requerien forces sobrenaturals. En extremar-se aquesta tendència, sorgí la desconfiança i l'oposició entre els mateixos jansenistes: 30 doctors apel·lants es declararen contra les convulsions i els secours, havent-hi, per aquest motiu, entaulat una violenta controvèrsia entre secouriste i antisecouristes; els primers es dividiren a la vegada en discernants i mélangistes, dels quals els primers distingien entre l'obra mateixa i els seus grotescs caràcters que atribuïen al dimoni o a la debilitat humana, ensems que els segons tenien convulsions i els secours per obra de Déu.

## Decadència
Aquestes ja eren clares senyals de decadència de la secta, encara que, la seva influència continuà fins a la segona meitat del segle xviii, prenent diverses formes i ramificacions, i estenent-se a altres regions distintes de les que fins llavors havia envaït. En ella fou prenent cos l'odi contra la Companyia de Jesús, de la qual juraren la seva destrucció, interposant-se sempre en el seu camí per fer fracassar les empreses de la seva labor apostòlica i induint als sobirans catòlics i als ministres del Regne de Portugal, Regne de França, Espanya, Regne de Nàpols, Regne de les Dues Sicílies i Ducat de Parma a aliar-se amb els portaveus de la impietat i el filosofisme. A França particularment, el jansenisme (que rebé un fort cop amb la butlla condemnatòria Auvtorem fidei, promulgada pel Papa Pius VI el 1794 no restà totalment extingit amb l'obra de la Revolució, sinó que va sobreviure per l'acció de personalitats notables, com el bisbe constitucional Grégoire i en algunes congregacions religioses, com les Germanes de Santa Marta, que no abjuraren l'heretgia fins al 1847. Però l'esperit jansenista perdurà especialment en el rigorisme, que dominà molt de temps en l'administració dels Sagraments i en l'ensenyança de la teologia moral.